# Armin Laschet
Armin Laschet, (Aachen, 18. veljače 1961.) njemački je novinar i političar, te od siječnja 2021. godine do veljače 2022. predsjednik njemačke stranke CDU. Postao je predsjednik vlade Sjeverne Rajne-Vestfalija 27. lipnja 2017. Bio je kandidat CDU za njemačkog kancelara na izborima 2021. godine, koje su izgubili.

## Raniji život i obrazovanje
Laschet je odrastao u katoličkoj obitelji u okrugu Burtscheid u Aachenu. Njegov otac, Heinrich, bio je inženjer rudarstva. Djed mu je porijeklom iz Hergenratha, današnje Belgije, a u Aachen se preselio 1920-ih. 
Diplomirao je na gimnaziji Pius u Aachenu 1981. Zatim je studirao pravo na Sveučilištu u Münchenu i Sveučilištu u Bonnu. Nakon završetka studija prava 1987., studirao je i novinarstvo, a zatim radio u medijima i izdavačkom svijetu do 1991.
Oženjen je za Susanne Malangré, koju je upoznao tokom djetinjstva u crkvenom zboru. Imaju troje dijece, dva sina i kćer.

## Politička karijera
Član Bundestaga (1994. – 1998.)
Nakon općih izbora 1994. godine postao je član njemačkog Bundestaga. Bio je član komiteta za ekonomsku suradnju, te komiteta za suradnju s Europskom Unijom.
Član Europskog parlamenta (1999. – 2005.)
Kao član Europskog parlamenta bio je član komiteta za budžet od 1999. do 2001., te član komiteta za vanjske poslove od 2002. do 2005.
Državna politika (2005.–danas)
Tokom mandata ministra-predsjednika Sjeverne Rajne-Vestfalije Jürgena Rüttgersa Laschet je bio ministar za porodice, žene, integracije i generacije do 2010., kada je neuspješno pokušao postati vođa CDUu ovoj pokrajini, izgubivši od Norberta Röttgena. 2012. godine Röttgen je napustio tu poziciju a Laschet je bio taj koji ga je zamijenio.
4. prosinca 2012. Laschet je postao jedan od 5 potpredsjednika CDU. 27. lipnja 2017. postao je ministar-predsjednik Sjeverne Rajne-Vestfalije.
Predsjednik CDU, kandidat za njemačkog kancelara (2020.–danas)
Nakon ostavke Annegret Kramp-Karrenbauer 10. veljače 2020., odlučila je da više neće biti predsjednica CDU, pa tako i kandidatkinnja za Njemačkog kancelara 2021. Laschet je najavio kandidaturu za predsjednika stranke 25. veljače, a njegovi protukandidati bili su Norbert Röttgen i Friedrich Merz.
Na sjednici održanoj u siječnju 2021. godine, Laschet je u prvom krugu osvojio 38.4%, a u drugom krugu 52.79% glasova, te postao predsjednik CDU. 